# Villers-lès-Moivrons
Villers-lès-Moivrons é uma comuna francesa na região administrativa de Grande Leste, no departamento de Meurthe-et-Moselle. Estende-se por uma área de 2,85 km². Em 2010 a comuna tinha 146 habitantes (densidade: 51,2 hab./km²).